# 莎朗·克里奇
莎朗·克里奇（英語： Sharon Creech，1945年7月29日—）是一位美國兒童文學作家。

## 人物自傳
莎朗·克里奇1945年7月29日出生於美國俄亥俄州克里夫蘭郊區的南歐幾里得，並在那裡成長。她的父母分別是安·克里奇（Ann Creech）和亞維爾·克里奇（Arvel Creech），她有一個姊妹珊蒂·克里奇（Sandy Creech）和三個兄弟丹尼斯·克里奇（Dennis Creech）、道格·克里奇（Doug Creech）和湯姆·克里奇（Tom Creech）。她常常去拜訪她在肯塔西州昆西的親戚，在她的書中許多地方可以找到-並轉換到肯塔基州的白班克斯（Bybanks）。白班克斯出現在《印地安人的麂皮靴》（Walk Two Moons），《追趕紅鳥》（Chasing Redbird）和《花兒都開了》（Bloomability）。白班克斯也是構成一個簡短的現象（在參考文獻，但它不是名字）在《少女蘇菲的航海故事》（The Wanderer）。
她就讀過海勒姆大學、喬治梅森大學，就在這時她變得對文學和說故事產生了興趣，後來她成為高中英語教師，並在英國和瑞士寫作。
她嫁給萊爾·李格（Lyle Rigg），他是新澤西州的校長，他們兩人育有兩個孩子羅伯·李格（Rob Rigg）和卡琳·李格（Karin Rigg）。

## 風格
雖然最初寫成人小說，來自潘寧的《完全正常的混亂》（Absolutely Normal Chaos），自1990年出版，她一直致力於寫作，主要對象是青少年。她寫的小說和圖書。她常常將主題嵌進她的故事裡，包括獨立、信任、童年、成人與死亡來當作主題，並使用幽默感來軟化它們。
克里奇在她的寫作風格裡也各不相同。像《愛那隻狗》（Love That Dog）和《心跳》（Heartbeat）是以詩寫成的，其他像《吶喊紅寶石》（Ruby Holler）和《印地安人的麂皮靴》（Walk Two Moons）是敘述風格。

## 獲獎
克里奇已經贏得多項獎項，包括紐伯瑞獎和2002年以《吶喊紅寶石》（Ruby Holler）獲得卡內基獎。
在1995年以《印地安人的麂皮靴》（Walk Two Moons）榮獲紐伯瑞獎、英國讀書協會獎和童書精選獎。在1997年，它也贏得奧地利文學獎和美國奧克拉荷馬州青少年塞闊雅獎。
《花兒都開了》（Bloomability）在1999年贏IRA/CBC兒童評選獎。
《少女蘇菲的航海故事》（The Wanderer）在2000年贏得美國家長評選獎，在2001年榮獲紐伯瑞獎。
《完全正常的混亂》（Absolutely Normal Chaos）在2001年贏得美國YALSA青少年流行的平裝書。
《吶喊紅寶石》（Ruby Holler）在2002年榮獲卡內基獎。

## 著作
- 1990年《完全正常的混亂》（Absolutely Normal Chaos）
- 1994年《印地安人的麂皮靴》（Walk Two Moons）
- 1996年《開心鬼》（Pleasing the Ghost）
- 1997年《追趕紅鳥》（Chasing Redbird）
- 1999年《花兒都開了》（Bloomability）
- 2000年《水中撈月》（Fishing in the Air）
- 2001年《少女蘇菲的航海故事》（The Wanderer）
- 2001年《愛那隻狗》（Love That Dog）
- 2001年《罰款學校》（A Fine, Fine School）
- 2002年《吶喊紅寶石》（Ruby Holler）
- 2003年《托雷利奶奶做湯》（Granny Torrelli Makes Soup）
- 2004年《心跳》（Heartbeat）
- 2005年《重演》（Replay）
- 2006年《那嬰兒是誰》（Who's That Baby）
- 2007年《城堡日冕》【插畫：大衛·迪亞茲】（The Castle Corona）【Illustrated by David Diaz】
- 2008年《厭那隻貓》（Hate That Cat）
- 2009年《天使不完美》（The Unfinished Angel）

## 外部連結
- 官方网站